# Vittoria Nenni
Vittoria Gorizia Daubeuf, née Nenni le 31 octobre 1915 à Ancône et morte 15 juillet 1943 à Auschwitz, est une militante antifasciste franco-italienne, active dans la Résistance française pendant la Seconde Guerre mondiale. Fille de l'homme politique socialiste italien Pietro Nenni, Vittoria et sa famille ont fui en France en 1928 pour échapper aux persécutions et à la violence dans l'Italie fasciste.
Victoria Nenni grandit dans la France de l'entre-deux-guerres et épouse l'éditeur Henri Dabeuf en 1937. En 1942, pendant l' occupation nazie de la France, Henri Dabeuf est surpris en train d'imprimer des tracts du Parti communiste français et exécuté par un peloton d'exécution . Victoria Nenni est également arrêtée et déportée au camp de concentration d'Auschwitz, où elle passa 7 mois avant de mourir d'une maladie, probablement la fièvre typhoïde.

## Biographie
Vittoria Gorizia Nenni est née à Ancône le 31 octobre 1915,. Elle est la troisième, fille de Pietro Nenni qui deviendra une figure centrale du Parti socialiste italien, et de Carmen Emiliani. Au moment de sa naissance, Pietro Nenni combat à la troisième bataille de l'Isonzo. En grandissant, Vittoria est surnommée affectueusement « Vivà » par les membres de sa famille,. Elle a deux sœurs aînées, Giuliana et Eva, et une sœur cadette, Luciana. La famille déménage à Milan , où Vittoria commence sa scolarité l'école en octobre 1922 ; elle excelle en italien et en mathématiques.
Dans les années 1920, la famille Nenni est harcelée et attaquée à plusieurs reprises par les fascistes. Un groupe de fascistes terrorise Vittoria sur le chemin de l'école en 1926  et lorsqu'elle rentre chez elle, elle est accueillie un groupe de Chemises noires détruisant l'appartement familial et menaçant de faire en sorte que son père « finisse comme Matteotti »,. Les incidents sont de plus en plus violents, cela pousse la famille à fuir en France en 1928 et à s'installer à Paris.

Vittoria grandi dans le Paris de l'entre-deux-guerres, qui connait un climat politique relativement progressiste, contrairement à l'Italie fasciste. Les femmes peuvent étudier et travailler, et il y a une liberté sociale croissante. Vittoria fréquente l'école secondaire à Paris. Comparée à ses sœurs, Vittoria est la moins active politiquement et n'est pas impliquée dans le Parti socialiste italien, bien qu'elle partage les valeurs démocratiques et progressistes de sa famille. En 1937, Vittoria épouse Henri Dabeuf et acquiert la nationalité française par leur mariage.  Henri Dabeuf dirige une maison d'édition, la Société Française d'Impressions et d'Éditions.

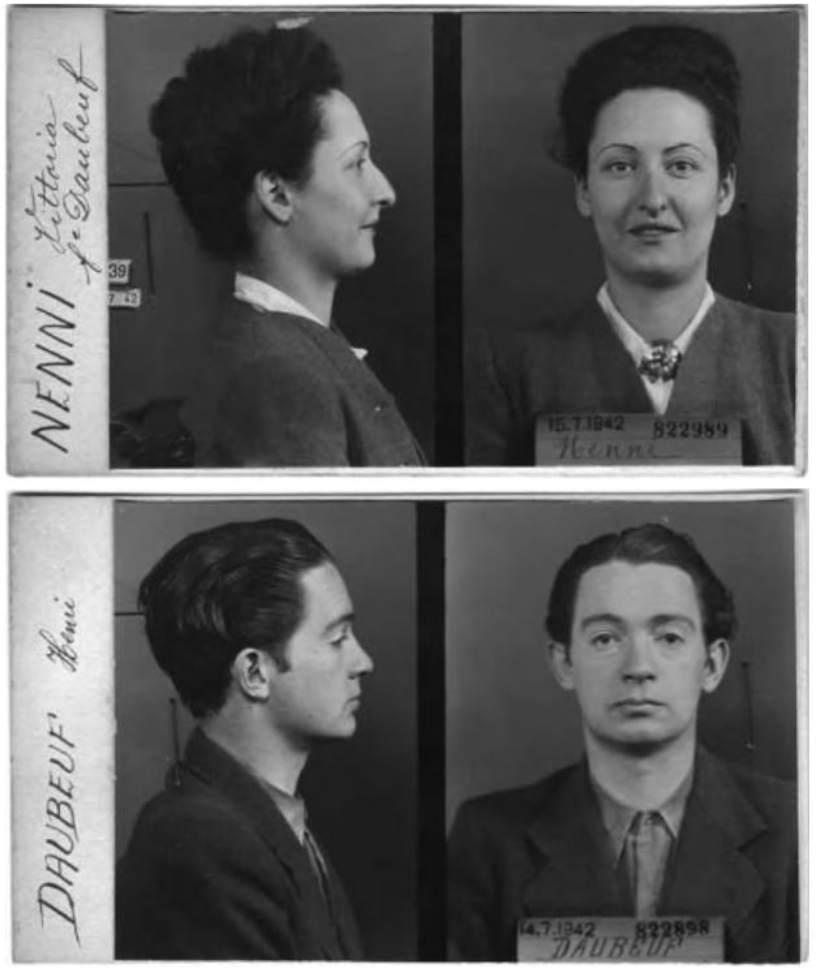
Photos d'identité judiciaire de Vittoria (en haut) et de son mari Henri (en bas), juin 1942

En 1942, des membres du Parti communiste français contacte Henri Dabeuf et lui propose d'utiliser sa maison d'édition pour imprimer des tracts et des brochures. Il en parle à Vittoria qui l'encourage à le faire. Le 19 juin 1942, les autorités inspectent l'imprimerie et découvrent des restes calcinés de tracts du Parti communiste. Henri est arrêté ainsi que d'autres membre du réseau.
Après l'arrestation de son mari, Vittoria Nenni rend visite à Henri Dabeuf tous les jours et lui apporte de la nourriture. Le 23 juin 1942, elle est également arrêtée. Le couple est accusé d'avoir imprimé et distribué de la propagande antinazie et d'avoir diffusé de la « propagande gaulliste anti-française » dans les milieux universitaires.
Le 10 août, les hommes impliqués dans l'affaire sont emmenés au Fort du Mont-Valérien où Henri Dabeuf est fusillé le lendemain,. Vittoria Nenni est initialement détenu au Fort de Romainville,. Le 21  ou le 23 , janvier 1943, elle est déportée au camp de concentration d'Auschwitz aux côtés de 230 autres femmes engagées dans la Résistance française,,. Vittoria Nenni aurait pu éviter la déportation à Auschwitz si elle avait fait jouer sa nationalité italienne, mais elle refuse d'être envoyée en Italie,,, déclarant qu'elle « se sentait française » et voulait suivre le sort de ses codétenues.
À Auschwitz, Vittoria Nenni est tatouée avec le numéro de 31635,,. Elle est placée avec les communistes français, bien qu'elle ne soit pas communiste et qu'elle n'a pas adhéré au Parti socialiste italien. Elle commence rapidement à souffrir de complications de santé, notamment du typhus, de problèmes rénaux et de nombreuses plaies sur ses jambes. Malgré l'aggravation de son état, elle aide à soigner certains de ses codétenus.
Vittoria Nenni est probablement morte de la fièvre typhoïde,, à Auschwitz le 15, ou le 16 juillet 1943,. Les documents découverts par les forces soviétiques après la libération d'Auschwitz indiquent que le détenu n°31635 est mort de la « grippe ». Ses derniers mots écrits furent : « Dis à mon père que je n'ai jamais perdu courage et que je ne regrette rien. ».

## Hommage
La famille de Nenni tente à plusieurs reprises et désespérément de la sauver, notamment en sollicitant l'aide des ambassades et de la Croix-Rouge . Pietro Nenni a même envisagé de tendre la main à Benito Mussolini, dictateur fasciste d'Italie. Ce dernier est informé de la déportation de Vittoria Nenni ainsi que de l'exécution de son mari en 1942. La famille Nenni ne savait pas que Vittoria avait été déportée à Auschwitz, ni qu'elle y était décédée, jusqu'à ce qu'elle soit informée par le Premier ministre Alcide De Gasperi en mai 1945,.
Pietro Nenni visite Auschwitz en 1947 pour rendre hommage à sa fille et rencontrer certaines des femmes qui avaient été internées avec elle. 
En 1965, le président italien Giuseppe Saragat visite aussi le camp et rend, lui aussi, hommage à Vittoria Nenni. 
En 1971, le gouvernement israélien plante un arbre dans la forêt des Martyrs à la mémoire de Vittoria Nenni. Pietro Nenni et Bettino Craxi ont visité la forêt et Pietro y a posé une plaque commémorative. 
En 1988, la carte de membre du Parti socialiste italien est dédiée à Nenni et comporte une peinture d'elle par Renato Guttuso. 
Plusieurs rues en Italie portent son nom.
Le 24 janvier 2020, une stolperstein est posée à Ancône à son lieu de naissance.